# Zivilprozessordnung (Deutschland)
Die deutsche Zivilprozessordnung (abgekürzt ZPO; bei Rechtsvergleichung: dZPO) regelt das gerichtliche Verfahren in bürgerlichen Rechtsstreitigkeiten und trat in der ursprünglichen Fassung am 1. Oktober 1879 als Teil der Reichsjustizgesetze in Kraft. Sie sollte „praktisch brauchbar und zweckmäßig“ sein und „den Rechtsstreit auf dem einfachsten, kürzesten und sichersten Wege seiner Entscheidung“ zuführen.
Sie regelt die Einleitung, Durchführung und Beendigung bürgerlicher Streitigkeiten vor den ordentlichen Gerichten (§ 13 GVG). Das sind die Amtsgerichte, Landgerichte, Oberlandesgerichte und der Bundesgerichtshof (§ 12 GVG).
Der Begriff der bürgerlichen Rechtsstreitigkeiten wurde durch die Reichsgesetzgebung nicht näher bestimmt, weil er in genauer Weise nicht für alle deutschen Bundesstaaten gemeinsam festgestellt werden konnte. Sie sind jedoch von den anderen Zivilsachen zu unterscheiden, die auch vor die ordentlichen Gerichte gehören, aber nicht nach der ZPO entschieden werden. Das sind die Familiensachen und die Angelegenheiten der freiwilligen Gerichtsbarkeit.
Als „Mutter aller Prozessordnungen“ wird für das Verfahren der Verwaltungs-, Finanz-, Arbeits- und Sozialgerichtsbarkeit, das erst in der zweiten Hälfte des 20. Jahrhunderts normiert wurde, auf Teile der ZPO verwiesen, die entsprechend anzuwenden sind (§ 173 VwGO, § 155 FGO, § 46 Abs. 2 ArbGG und § 202 SGG). In der StPO wird in § 37 nur für das Zustellungsverfahren auf die Regeln der ZPO verwiesen.

## Bedeutung

### Anwendbarkeit
Im Rechtsstaat ist dem einzelnen Bürger die Durchsetzung seiner Rechte im Wege der Selbsthilfe grundsätzlich untersagt. Das Gewaltmonopol liegt vielmehr beim Staat. Um die Durchsetzung privater Rechte zu gewährleisten, eröffnet der Staat den Zivilrechtsweg mit der Möglichkeit für den Kläger, in einer bürgerlichen Rechtsstreitigkeit eine im Wege der Zwangsvollstreckung gegen den Beklagten durchsetzbare Gerichtsentscheidung zu erwirken, insbesondere ein vollstreckbares Endurteil (§ 704 ZPO) oder einen anderen Vollstreckungstitel (§ 794 ZPO).
Eine bürgerliche Rechtsstreitigkeit liegt typischerweise vor, wenn das Rechtsverhältnis, aus dem der Kläger den geltend gemachten Anspruch herleitet, dem bürgerlichen Recht (Privatrecht) zuzuordnen ist. Das zählt insbesondere das Bürgerliche Gesetzbuch, in dem das Schuldrecht (z. B. Verbraucher- oder Mietverträge), das Sachenrecht (Besitz und Eigentum an beweglichen Sachen und Grundstücken) sowie das Familien- und das Erbrecht geregelt sind, aber auch das Handelsgesetzbuch für bestimmte Ansprüche gegen einen Kaufmann (§ 95 Abs. 1 Nr. 1 GVG).
Bürgerliche Rechtsstreitigkeiten zwischen Arbeitnehmern und Arbeitgebern werden dagegen von den Gerichten für Arbeitssachen nach dem Arbeitsgerichtsgesetz (ArbGG) entschieden (§ 2 Abs. 1, § 1 ArbGG).
Das Verfahren nach der ZPO dient (allein) dem Schutz und der Durchsetzung bürgerlicher (privater) Rechte. Geht es hingegen auch um Rechtsgüter von allgemeinem Interesse, beispielsweise das Kindeswohl, gilt als spezielle Verfahrensordnung das Gesetz über das Verfahren in Familiensachen und in den Angelegenheiten der freiwilligen Gerichtsbarkeit (FamFG), das sich von der ZPO vor allem durch die herrschenden Verfahrensgrundsätze unterscheidet wie die Geltung des Amtsermittlungsgrundsatzes (§ 26 FamFG).
Maßgeblich für die Bestimmung des Rechtswegs und der anwendbaren Verfahrensordnung ist der sog. Streitgegenstand.

### Verfahrensgrundsätze
Wie das bürgerliche Recht die Privatautonomie gewährleistet, so ist es nach der die ZPO beherrschenden Dispositionsmaxime dem einzelnen überlassen, durch Klageerhebung ein Gerichtsverfahren zu veranlassen (§ 253 ZPO). Das Gericht darf nur über die von den Parteien gestellten Anträge entscheiden (ne ultra petita, § 308 ZPO). Die Parteien haben es auch in der Hand, den Prozess ohne Urteil zu beenden, etwa durch Klagerücknahme. Auf einen Prozessvergleich soll das Gericht selbst hinwirken (§ 278 ZPO).
Das Gericht stellt im Verfahren den Parteien die Schriftsätze zu, entscheidet über Schriftsatzfristen und beraumt Termine an.
Die Parteien müssen dem Gericht alle entscheidungserheblichen Tatsachen wahrheitsgemäß und rechtzeitig vortragen (Beibringungsgrundsatz), das Gericht ermittelt den maßgeblichen Sachverhalt grundsätzlich nicht von Amts wegen (Da mihi factum, dabo tibi ius). Über strittige Tatsachen wird Beweis erhoben, weil das Urteil der materiellen Wahrheit entsprechen soll (§ 286 ZPO). Die Beweisaufnahme, z. B. die Einvernahme von Zeugen, erfolgt unmittelbar vor dem Prozessgericht (§ 128, § 309, § 355 ZPO).
In der Regel entscheidet das Gericht aufgrund einer öffentlichen mündlichen Verhandlung (§ 279 ZPO, § 169 GVG).
Auch für den Zivilprozess gelten schließlich die verfassungsrechtlichen Verfahrensgrundsätze. So gehören zu einem rechtsstaatlichen Verfahren (Art. 20 Abs. 3 GG) etwa die Bindung an Recht und Gesetz, der Anspruch auf einen effektiven und zügigen Rechtsschutz und ein faires Verfahren, die Wahrnehmung gerichtlicher Hinweispflichten und der Grundsatz der prozessualen Waffengleichheit. Die Parteien haben ferner einen Anspruch auf den gesetzlichen Richter (Art. 101Abs. 1 Satz 2 GG), auf rechtliches Gehör (Art. 103 Abs. 1 GG) und sollen vor Überraschungsentscheidungen geschützt sein. Schließlich gelten die allgemeinen Grundrechte. So wird etwa aus Art. 3 Abs. 1 GG ein allgemeines Willkürverbot abgeleitet.

## Entstehungsgeschichte

### Kodifikation eines einheitlichen Prozessrechts
Die 1877 verabschiedete und 1879 in Kraft getretene Zivilprozessordnung (nach damaliger Schreibweise Civilprozeßordnung) stellt den Endpunkt einer langjährigen Entwicklung dar. Mit ihren Vorarbeiten schließt sie an die bereits zur Zeit des Deutschen und des Norddeutschen Bundes unternommenen Versuche an, zu einem modernen und einheitlichen Prozessrecht zu gelangen.
Sie vereinte das streng formalistische und dem Streitgedanken verhaftete römisch-kanonische Recht mit der germanischen Rechtstradition, die aus einem Sühne- und Vergleichsverfahren hervorgegangen und ursprünglich auf den Abschluss eines sog. Sühnevertrags gerichtet war. Erheblichen Einfluss hatte auch das französische Recht. Seit 1806 war der französische Code de Procédure in Rheinpreußen, Rheinbayern und Rheinhessen geltendes Recht und blieb es bis zum 1. Oktober 1879.
Nach der Reichsverfassung von 1871 unterlag das gerichtliche Verfahren der Gesetzgebung des Reichs (Art. 4 Nr. 13 RV). Am 21. Dezember 1876 nahm der Reichstag die zum Zivilprozessrecht erarbeiteten Entwürfe an, die Zustimmung des Bundesrates folgte am 22. Dezember 1876. Am 30. Januar 1877 wurde die Civilprozeßordnung im Reichsgesetzblatt veröffentlicht und trat am 1. Oktober 1879 in Kraft.
Ebenfalls am 30. Januar 1877 wurde das Gesetz, betreffend die Einführung der Zivilprozeßordnung im Reichsgesetzblatt bekannt gemacht, das vor allem das Verhältnis der vorhandenen landesgesetzlichen Bestimmungen zur reichsweit geltenden Civilprozessordnung regelte. Auf Prozesse, die bereits anhängig waren, sowie auf eine vor dem Inkrafttreten der Civilprozeßordnung anhängig gewordene Zwangsvollstreckung fanden noch die bisherigen Prozessgesetze Anwendung.

### Rechtsgeschichtliche Entwicklung
Von Anfang an galten in der Civilprozeßordnung die Grundsätze des Parteibetriebes, der Öffentlichkeit, Mündlichkeit und Unmittelbarkeit des Verfahrens.
Das Inkrafttreten des Bürgerlichen Gesetzbuchs (BGB) zum 1. Januar 1900 führte zu einigen Anpassungen. Dazu gehörten die Milderung des Formzwanges, Fristverkürzungen sowie die Verbilligung und Beschleunigung des Prozesses durch Beschränkung der Rechtsmittel.
1905 beschloss der Reichstag eine Novelle zur Entlastung des Reichsgerichts durch eine deutliche Erhöhung der Revisionssumme von 1.500 auf 2.500 Mark unter gleichzeitiger Vereinfachung des Revisionsverfahrens und starker Beschränkung der Beschwerden gegen Entscheidungen der Oberlandesgerichte. Mit dem Gesetz, betreffend die Zuständigkeit des Reichsgerichts vom 22. Mai 1910 wurde die Revisionssumme auf 4.000 Mark erhöht.
Unter dem Eindruck der österreichischen ZPO von 1895, die einen straffen Amtsbetrieb und eine starke richterliche Prozessleitung vorsah, wurde auch in die deutsche ZPO die Zustellung von Amts wegen eingeführt, die Termine wurden durch das Gericht bestimmt und das Gericht verpflichtet, mit den Parteien den Sach- und Streitstand zu erörtern.
Auf den zunehmenden Personalmangel infolge der Mobilmachung im August 1914 und während des Ersten Weltkriegs reagierte der Gesetzgeber 1915 mit einer Entlastungsverordnung, die im Interesse der Prozessökonomie ein obligatorisches Mahnverfahren in der ersten Instanz einführte, um unstreitige Sachen ohne mündliche Verhandlung zu erledigen. Der Amtsrichter sollte nach Erscheinen beider Parteien vor Eintritt in die mündliche Verhandlung einen Sühneversuch unternehmen. Das Gericht konnte auch ohne mündliche Verhandlung nach Lage der Akten entscheiden. Angesichts der Kriegsgräuel sei es an der Zeit, die Streitigkeiten des Alltags durch Rechtsfrieden statt durch Rechtskampf zu beseitigen. Privatrechtsstreitigkeiten müssten ihren Charakter als Ehrensache verlieren und zu einer nüchternen Geschäftsangelegenheit werden, die von Zweckmäßigkeitserwägungen geprägt ist.
Die Emminger-Novelle führte 1924 zu einer Verfahrensbeschleunigung durch eine stärkere Prozessleitung des Gerichts, eine Vorbereitung und Konzentration der Verhandlung, um den Rechtsstreit in einem umfassenden Haupttermin zu erledigen und durch eine Präklusion verspäteten Vorbringens. Der Erhebung der Klage im Verfahren vor den Amtsgerichten musste in der Regel ein Güteverfahren vorangehen.
Das Hauptaugenmerk der nationalsozialistischen Rechtspolitik lag auf dem Strafrecht und dem Strafvollzug. Im materiellen Zivilrecht waren das Familien- und Erbrecht von besonderer Bedeutung. Sie bewertete jedoch auch den Zivilprozess neu.
Mit Gesetz vom 27. Oktober 1933 wurde beispielsweise der Verhandlungsgrundsatz um die materielle Wahrheitspflicht gem. § 138 ZPO ergänzt. Seit 1941 war der Staatsanwalt in bürgerlichen Rechtsstreitigkeiten zur Mitwirkung befugt, „um die vom Standpunkt der Volksgemeinschaft […] zu berücksichtigenden Umstände geltend zu machen.“ Der Staatsanwalt konnte an allen Verhandlungen teilnehmen, Tatsachen und Beweismittel vorbringen und das Urteil mit einer „gutachtlichen Äußerung“ beeinflussen. Der Oberreichsanwalt konnte die Wiederaufnahme rechtskräftig abgeschlossener Verfahren beim Reichsgericht beantragen, „wenn gegen die Richtigkeit der Entscheidung schwerwiegende rechtliche oder tatsächliche Bedenken“ bestanden „und er wegen der besonderen Bedeutung der Entscheidung für die Volksgemeinschaft die erneute Verhandlung und Entscheidung für erforderlich“ hielt.
Nachdem auch die Zivilrechtsprechung nach Ende des Zweiten Weltkriegs in den Besatzungszonen durch alliierte Gerichte ausgeübt worden war, verlieh das Besatzungsstatut von 1949 den drei Westzonen im Hinblick auf die bevorstehende Gründung der Bundesrepublik Deutschland die volle gesetzgebende, vollziehende und rechtsprechende Gewalt, die lediglich durch die Bestimmungen des Statuts beschränkt war. Mit Wirkung zum 1. Oktober 1950 wurde die ZPO in der Bundesrepublik Deutschland neu bekanntgemacht und der Bundesgerichtshof mit Sitz in Karlsruhe zum obersten Gerichtshof für die ordentliche Gerichtsbarkeit (Art. 95 GG). Im Grundgesetz von 1949 sind außerdem der Anspruch auf rechtliches Gehör (Art. 103 Abs. 1 GG) und der Grundsatz der Waffengleichheit verankert.
In der DDR galt die ZPO von 1879 bis zum Inkrafttreten des neuen Zivilprozessrechts am 1. Januar 1976 fort. Das Verfahren in Zivil-, Familien- und Arbeitsrechtssachen wurde mit Gesetz vom 19. Juni 1975 neu geregelt. Ziel war eine Verfahrensordnung, die die sozialistische Rechts- und Gesellschaftsordnung auch im Zivilprozess zur Geltung bringen sollte. So hatte etwa die Staatsanwaltschaft als „Hüterin der sozialistischen Gesetzlichkeit“ ein Mitwirkungsrecht in Zivilverfahren.
Nach Art. 8 des Einigungsvertrags trat zum 3. Oktober 1990 die ZPO in den Ländern Brandenburg, Mecklenburg-Vorpommern, Sachsen, Sachsen-Anhalt und Thüringen sowie in dem Teil des Landes Berlin, in dem sie bisher nicht galt, in Kraft. Die Deutsche Wiedervereinigung von 1989/1990 erforderte eine Überleitung der DDR-Justiz in rechtsstaatliche Strukturen.
Mit dem Gesetz zur Reform des Zivilprozesses von 2001 sollte der Zivilprozess „bürgernäher, effizienter und transparenter“ werden.
Im 21. Jahrhundert wird das nationalstaatliche Verfahren zunehmend durch das Zivilverfahrensrecht der Europäischen Union geprägt. Außerdem soll der elektronische Rechtsverkehr im Zivilprozess optimiert werden. Obwohl § 128a ZPO bereits seit 2001 die Verhandlung im Wege der Bild- und Tonübertragung erlaubt, sind vollständige „Online Courts“ in Deutschland bislang nicht etabliert.

## Gliederung des Gesetzes
Aus der Inhaltsübersicht der ZPO ergibt sich folgende Aufstellung:

Buch 1 – Allgemeine Vorschriften

1. Gerichte
2. Parteien
3. Verfahren

Buch 2 – Verfahren im ersten Rechtszug

1. Verfahren vor den Landgerichten
2. Verfahren vor den Amtsgerichten

Buch 3 – Rechtsmittel

1. Berufung
2. Revision
3. Beschwerde

Buch 4 – Wiederaufnahme des Verfahrens

Buch 5 – Urkunden- und Wechselprozess

Buch 6 – Musterfeststellungsverfahren
vormals: Verfahren in Familiensachen fiel zum 1. September 2009 weg und gilt nur für Altverfahren fort; ist nun im FamFG geregelt
1. Allgemeine Vorschriften für Verfahren in Ehesachen
2. Allgemeine Vorschriften für Verfahren in anderen Familiensachen
3. Verfahren in Scheidungs- und Folgesachen
4. Verfahren auf Aufhebung und auf Feststellung des Bestehens oder Nichtbestehens einer Ehe
5. Verfahren in Kindschaftssachen
6. Verfahren über den Unterhalt
7. Verfahren in Lebenspartnerschaftssachen

Buch 7 – Mahnverfahren

Buch 8 – Zwangsvollstreckung

1. Allgemeine Vorschriften
2. Zwangsvollstreckung wegen Geldforderungen
3. Zwangsvollstreckung zur Erwirkung der Herausgabe von Sachen und zur Erwirkung von Handlungen oder Unterlassungen
4. Eidesstattliche Versicherung und Haft (entfiel mit Wirkung ab 1. Januar 2013; siehe nun §§ 802a – 802l; § 882b – 882h)
5. Arrest und einstweilige Verfügung

Buch 9 – Aufgebotsverfahren fiel zum 1. September 2009 weg und ist nun im FamFG geregelt.

Buch 10 – Schiedsrichterliches Verfahren

1. Allgemeine Vorschriften
2. Schiedsvereinbarung
3. Bildung des Schiedsgerichts
4. Zuständigkeit des Schiedsgerichts
5. Durchführung des schiedsrichterlichen Verfahrens
6. Schiedsspruch und Beendigung des Verfahrens
7. Rechtsbehelf gegen den Schiedsspruch
8. Voraussetzungen der Anerkennung und Vollstreckung von Schiedssprüchen
9. Gerichtliches Verfahren
10. Außervertragliche Schiedsgerichte

Buch 11 – Justizielle Zusammenarbeit in der Europäischen Union
1. Zustellung nach der Verordnung (EG) Nr. 1348/2000
2. Beweisaufnahme nach der Verordnung (EG) Nr. 1206/2001
3. Prozesskostenhilfe nach der Richtlinie 2003/8/EG
4. Europäische Vollstreckungstitel nach der Verordnung (EG) Nr. 805/2004
5. Europäische Mahnverfahren nach der Verordnung (EG) Nr. 1896/2006
6. Europäisches Verfahren für geringfügige Forderungen nach der Verordnung (EG) Nr. 861/2007

## Gang des Verfahrens
Das Verfahren gliedert sich in zwei Abschnitte: das Erkenntnisverfahren und das Zwangsvollstreckungsverfahren. Im Erkenntnisverfahren wird über den vom Kläger geltend gemachten Anspruch entschieden. Im Zwangsvollstreckungsverfahren wird das Urteil oder ein sonstiger Vollstreckungstitel vollstreckt.
Im Erkenntnisverfahren ist das normale Urteilsverfahren (§§ 253 – 510b ZPO) der Regelfall. Daneben gibt es als besondere Prozessart den Urkunden-, Wechsel- und Scheckprozess (§§ 592 – 605a) und als Verfahren des vorläufigen Rechtsschutzes das Verfahren auf Erlass eines Arrests oder einer einstweiligen Verfügung (§§ 916 – 945 ZPO), das sich ebenfalls in ein Erkenntnisverfahren und die Zwangsvollstreckung gliedert, aber von der ZPO systematisch unrichtig insgesamt im 8. Buch über die Zwangsvollstreckung geregelt ist. Daneben gibt es das Mahnverfahren (§ 688 – 703d ZPO), das bei Ansprüchen auf Zahlung einer bestimmten Geldsumme die Möglichkeit bietet, auf schnelle und einfache Weise einen Vollstreckungstitel zu schaffen, das aber in den Fällen, in denen der Antragsgegner Widerspruch einlegt, lediglich eine besondere Einleitungsform des Urteilsverfahrens darstellt. Weiter trifft die ZPO Regelungen über das schiedsgerichtliche Verfahren (§§ 1025 – 1066), in dem nur zum Teil staatliche Gerichte tätig werden.
Neben den Vorschriften über das Verfahren erster Instanz enthält die ZPO Regelungen über die Rechtsmittel der Berufung, Revision, Beschwerde und Rechtsbeschwerde (§§ 511 – 577 ZPO) und über die Wiederaufnahme des Verfahrens (§ 578 – 591 ZPO).
An Klagearten sieht das Zivilprozessrecht in der ZPO die Leistungsklage, die Feststellungsklage, die Zwischenfeststellungsklage und die Gestaltungsklage vor.
Das Zwangsvollstreckungsrecht ist im 8. Buch der ZPO geregelt. Die ZPO befasst sich mit der Vollstreckung durch den einzelnen Gläubiger. Die Gesamtvollstreckung durch die Gesamtheit der Gläubiger regelt hingegen nicht die ZPO, sondern die Insolvenzordnung. Das Zwangsvollstreckungsrecht der ZPO gliedert sich in Allgemeine Vorschriften, einen Abschnitt über die Zwangsvollstreckung wegen Geldforderungen und einen Abschnitt über die Zwangsvollstreckung zur Erwirkung der Herausgabe von Sachen und zur Erwirkung von Handlungen oder Unterlassungen. Die Vollstreckung wegen Geldforderungen unterscheidet die Zwangsvollstreckung in das bewegliche Vermögen, nämlich einerseits in körperliche Sachen und andererseits in Forderungen und andere Vermögensrechte, und die Zwangsvollstreckung in das unbewegliche Vermögen, wobei im letztgenannten Fall die ZPO nur eine teilweise Regelung trifft und durch das Gesetz über die Zwangsversteigerung und die Zwangsverwaltung ergänzt wird.

## Europarechtliche Einflüsse
Das Zivilprozessrecht ist traditionell autonomes (nationales) Recht.
Jedoch spielt das wegen der zunehmenden wirtschaftlichen Vernetzung aufgrund der Rechtsgrundlage der Art. 61 lit. c) iVm Art. 65 EGV ergangene europäische Sekundärrecht der EU (vgl. Internationales Zivilverfahrensrecht) im Gebiet der justiziellen Zusammenarbeit in Zivilsachen eine immer erheblichere Rolle. So sind u. a. folgende Verordnungen im Bereich des Zivilprozessrechts ergangen:
- Verordnung (EG) Nr. 44/2001 vom 22. Dezember 2000 über die gerichtliche Zuständigkeit und die Anerkennung und Vollstreckung von Entscheidungen in Zivil- und Handelssachen (auch EuGVO, EuGVVO und Brüssel-I-Verordnung genannt)[48]
- Verordnung (EU) Nr. 1215/2012 des Europäischen Parlaments und des Rates vom 12. Dezember 2012 über die gerichtliche Zuständigkeit und die Anerkennung und Vollstreckung von Entscheidungen in Zivil- und Handelssachen (auch Europäische Gerichtsstands- und Vollstreckungsverordnung oder Brüssel-Ia-Verordnung genannt)[49]
- Verordnung (EG) Nr. 2201/2003 vom 27. November 2003 über die Zuständigkeit und die Anerkennung und Vollstreckung von Entscheidungen in Ehesachen und Verfahren betreffend die elterliche Verantwortung (auch EheVO-II und Brüssel-IIa-Verordnung genannt, ersetzt die Verordnung (EG) Nr. 1347/2000)[50]
- Verordnung (EU) 2019/1111 des Rates vom 25. Juni 2019 über die Zuständigkeit, die Anerkennung und Vollstreckung von Entscheidungen in Ehesachen und in Verfahren betreffend die elterliche Verantwortung und über internationale Kindesentführungen (auch EuEheVO oder Brüssel IIb-Verordnung genannt)[51]
- Verordnung (EG) Nr. 1393/2007 vom 13. November 2007 über die Zustellung gerichtlicher und außergerichtlicher Schriftstücke in Zivil- und Handelssachen in den Mitgliedsstaaten („Zustellung von Schriftstücken“) und zur Aufhebung der Verordnung (EG) Nr. 1348/2000 des Rates (auch EuZVO genannt)[52]
- Verordnung (EG) Nr. 1206/2001 des Rates vom 28. Mai 2001 über die Zusammenarbeit zwischen den Gerichten der Mitgliedstaaten auf dem Gebiet der Beweisaufnahme in Zivil- oder Handelssachen[53]
- Verordnung (EG) Nr. 805/2004 des Europäischen Parlaments und des Rates vom 21. April 2004 zur Einführung eines europäischen Vollstreckungstitels für unbestrittene Forderungen[54]
- Verordnung (EG) Nr. 1896/2006 des Europäischen Parlaments und des Rates vom 12. Dezember 2006 zur Einführung eines Europäischen Mahnverfahrens[55]
- Verordnung (EG) Nr. 861/2007 des Europäischen Parlaments und des Rates vom 11. Juli 2007 zur Einführung eines europäischen Verfahrens für geringfügige Forderungen[56]